# Everscale
Everscale (Эверскейл, от англ. ever — “всегда” и scale — “масштаб”, то есть бесконечно масштабируемый) — это PoS блокчейн пятого поколения с нативной криптовалютой Everscale (EVER). В архитектуре Everscale особое внимание уделено решению трилеммы безопасности, масштабируемости и децентрализации.
Проект Everscale ранее назывался Free TON, ребрендеринг был проведён в 2021 году.
Ключевой особенностью Everscale является способность в зависимости от нагрузки динамически делиться на потоки, каждый из которых формирует свои цепочки блоков. Таким образом обеспечивается параллельное выполнение операций, что позволяет достичь общей скорости выполнения более 1 000 000 транзакций в секунду при низких транзакционных издержках и 4-секундной финализацией.
Everscale полностью построен на системе смарт-контрактов, которые исполняются в собственной виртуальной машине — TVM (Threaded Virtual Machine). Изменение состояния блокчейна может произойти только посредством выполнения смарт-контракта. Смарт-контракты взаимодействуют между собой и пользователями через сообщения, которые организованы в единую очередь.
Everscale входит в топ-200 блокчейнов по рыночной капитализации.

## EVER
Нативный токен Everscale имеет тикер EVER. В EVER платятся все комиссии сети. Максимальная эмиссия EVER составляет около 2-х миллиардов монет. Первоначальная эмиссия токенов составляла 5 миллиардов EVER, но после решения сообщества, 3 миллиарда EVER были сожжены путём отправки токенов на счёт "чёрной дыры", откуда невозможен вывод средств.
Сейчас монета EVER торгуется на таких биржах, как Gate.io, Bybit, MEXC, Huobi, Coinone, Bitmart, KuCoin и других.
Кроме Everscale, нативный токен EVER также доступен в сетях Ethereum и BNB Chain.

## Токены на Everscale
Кроме EVER, сеть Everscale предоставляет возможность выпуска своих токенов. Стандарт взаимозаменяемых токенов называется TIP-3.
TIP-3 (Threaded Improve Proposal #3) — стандарт токенов Everscale, который описывает базовые принципы построения смарт-контрактов токенов. Смарт-контракты пользовательских кошельков имеют право разворачивать только корневой смарт-контракт со своего адреса. Данный стандарт поддерживает обращение обёрнутых токенов EVER — WEVER для операций на DEX и Bridge.
Задача данного стандарта состоит в том, чтобы реализовать фундаментальные особенности Everscale, такие как многопоточность. Каждый аккаунт хранит свой смарт-контракт, обрабатывающий операции с токенами, в отличие от реализаций токенов ERC-20, где один большой смарт-контракт хранит информацию обо всех счетах и балансах.
TIP-4 — стандарт невзаимозаменяемых токенов — NFT, который также реализует возможности многопоточной обработки Everscale и обладает схожей с TIP-3 архитектурой.

## Управление
Everscale управляется как децентрализованная автономная организация (ДАО). Все решения по развитию проекта принимаются на основании голосования владельцев токенов EVER в системе EVER DAO. Для принятия решения необходимо привлечь к голосованию не менее 5 000 000 монет держателей и получить большинство голосов "за". Чтобы выдвинуть свою инициативу, необходимо заблокировать в стейкинг 100 000 EVER.

## Особенности Everscale

### Система смарт-контрактов
Everscale реализует уникальный подход к смарт-контрактам, здесь действует принцип “все есть смарт-контракт”. Обмен информацией между смарт-контрактами, а также между пользователем и смарт-контрактом происходит посредством сообщений.
Сообщения в сети Everscale делятся на два типа:
Внешние сообщения (external message) — сообщения, которые отправляются из блокчейна вовне либо приходят в блокчейн из-за пределов блокчейна. Эти сообщения имеют криптографическую подпись владельца аккаунта и организуют взаимодействие блокчейна Everscale и пользователя (DApp) но не могут нести информацию о криптовалюте.
Внутренние сообщения (internal message) — сообщения внутри блокчейна, следующие из одного аккаунта блокчейна Everscale на другой аккаунт Everscale. Только эти сообщения могут нести информацию о криптовалюте. 

Верхнеуровневая архитектура блокчейна Everscale

Внутренние и внешние сообщения в блокчейне Everscale организуются в очередь и гарантированно выполняются в строго определённом порядке, благодаря внедрению протокола REMP (Reliable External Messaging Protocol).
В Everscale транзакцию может осуществить только смарт-контракт, соответственно каждый активный адрес должен иметь развёрнутый смарт-контракт. Здесь кошелёк — это тоже смарт-контракт, причём он распределён внутри самой сети. Уже в момент осуществления операции клиентом, он производит запрограммированные функции и самостоятельно производит обмен сообщениями с другими смарт-контрактами.
Адрес кошелька вычисляется путём объединения открытого ключа пользователя и хэша исходных данных, включая код смарт-контракта, который разворачивается.
Учитывая, что пользователь может развернуть любое количество смарт-контрактов, публичный ключ в Everscale может иметь миллионы адресов, связанных с ним. Это приводит к новой парадигме мышления разработчиков блокчейна, называемой "распределённым программированием".

### Многопоточная архитектура

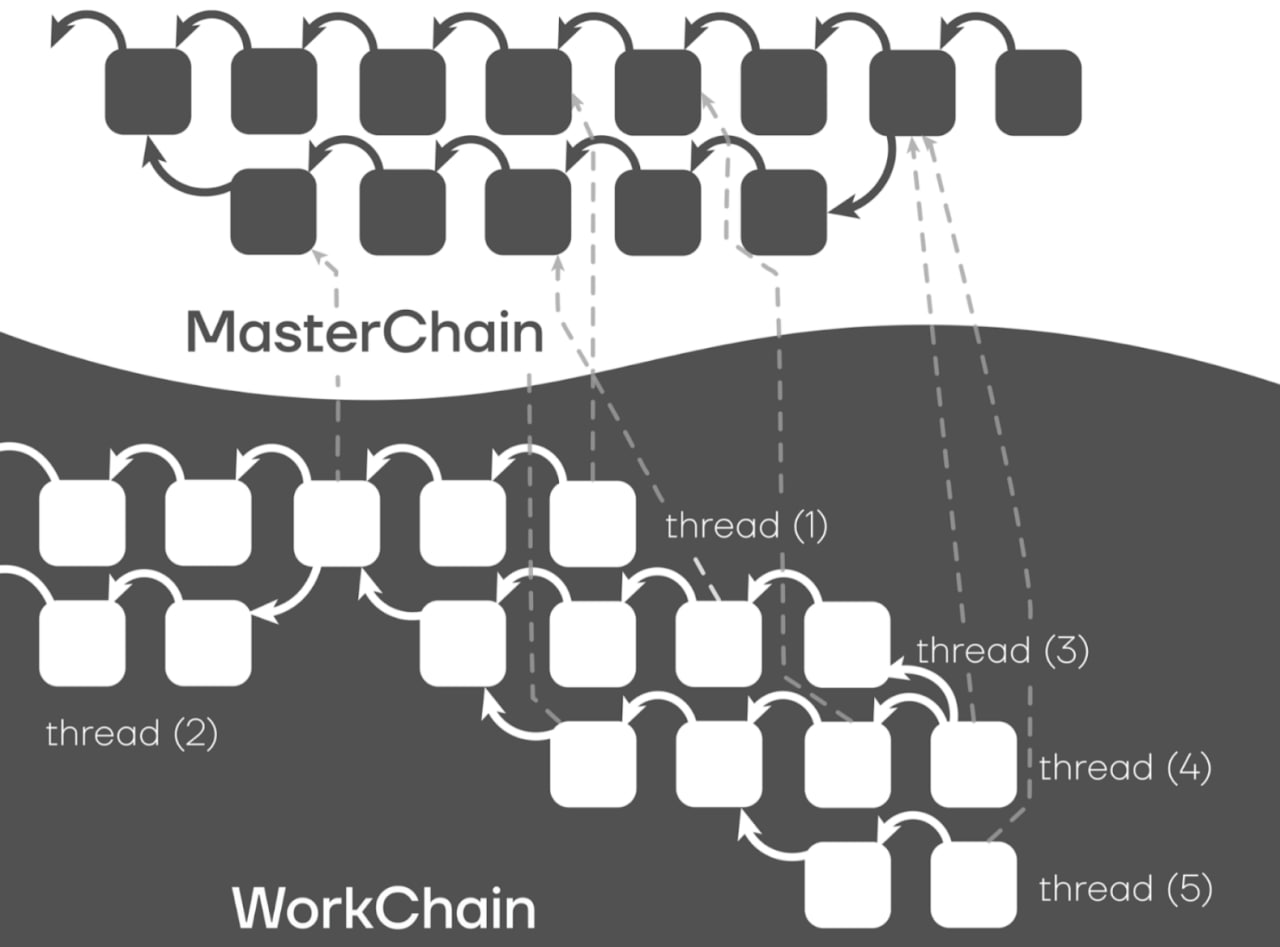
Прицип работы многопоточной архитектуры в Everscale

Everscale — имеет двухуровневую структуру и состоит из мастерчейна и воркчейнов (шард). Мастерчейн отвечает за валидацию Everscale и содержит хэши блоков всех воркчейнов. Каждый новый воркчейн формируется тогда, когда ёмкость всех текущих воркчейнов используется на 90%, чтобы предотвратить перегрузку. Как мастерчейн, так и воркчейны, в зависимости от нагрузки делятся на потоки — свои объединения адресов, которые обрабатываются своей группой валидаторов, избираемых на основании псевдослучайного алгоритма из группы валидаторов вокрчейна на короткое время.
Такое деление может достигать предела — когда в потоке находится один аккаунт блокчейна, с содержащимся в нём смарт-контрактом. Вместе с тем на уровне данных все потоки связаны между собой и если для вычисления внутри одного потока нужны данные другого — они доступны напрямую, минуя мастерчейн, который служит лишь для подтверждения. При недостаточной нагрузке потоки соединяются между собой в один.

### Валидация и стейкинг
Валидаторы — это узлы, которые производят блоки как на Мастерчейне, так и на воркчейнах. Каждый валидатор должен заблокировать более 350 000 EVER, чтобы присоединиться к сети и получить возможность производить и валидировать блоки. Если валидатор действует злонамеренно, т.е. пытается отправить неверные блоки, к нему применяется слэшинг, т.е. его доля заблокированных средств будет уменьшена
Сеть Everscale довольно требовательна к оборудованию валидаторов и пропускной способности сети, однако за счёт многопоточности блокчейна нагрузка может равномерно распределяться среди валидаторов, что позволяет снизить требования к машинам по сравнению с некоторыми другими высокопризводительными блокчейнами.
На текущий момент в Everscale зарегистрированы около 180 валидаторов. Из них для каждого 18-часового цикла проводятся выборы. Владельцы максимальных стейков становятся валидаторами блоков мастерчейна, остальные отобранные — валидируют воркчейн. Максимальное число основных валидаторов — 100, минимальное — 13.

### DriveChain - Концепция хранения данных

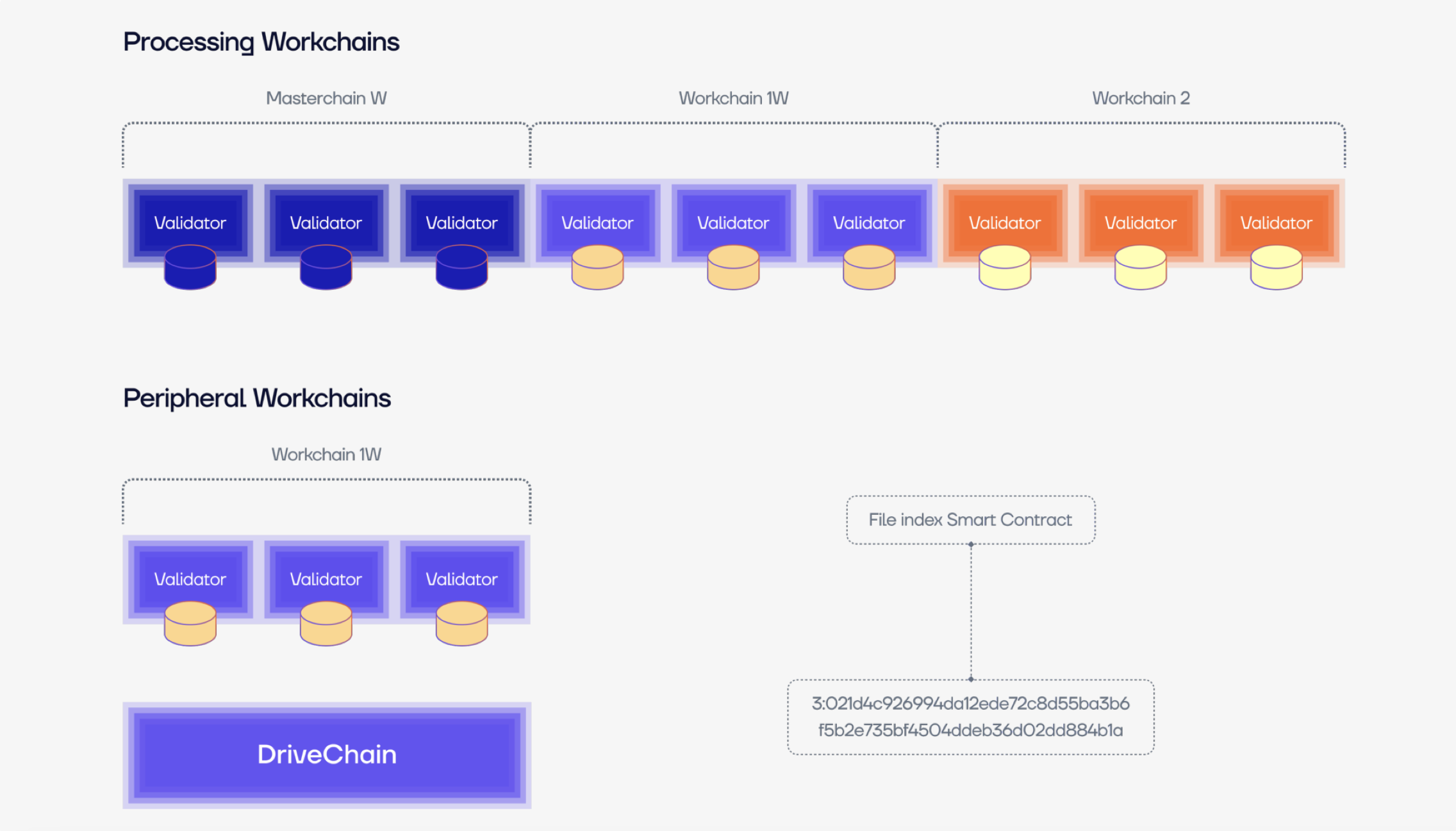
Принцип работы DriveChain в Everscale

Это децентрализованное хранилище для Ever OS, оптимизированная для хранения крупных объектов. В DriveChain находятся специальные смарт-контракты. Чтобы сохранить файл в DriveChain, необходимо развернуть смарт-контракт файлового индекса (например, индекс, используемый в операционных системах Unix или Linux), который содержит определенную информацию, позволяющую хранить и извлекать файлы, и платить за это хранилище.
Реализация данного протокола позволит пользователю запустить Peripheral WorkChain в любое время, предоставляя при этом экономические стимулы для присоединяющихся валидаторов. Его можно использовать точно так же, как подключение ваших устройств к любой современной операционной системе.
Также в WhitePaper Everscale описан принцип работы холодного хранилища под названием "IceChain" которая будет организована по тому же принципу, что и DriveChain, но в отличие от него это хранилище создано для долговременного хранения данных, к которым нет необходимости иметь быстрый доступ. Здесь будет использоваться доказательство с нулевым разглашением (ZKP) в качестве протокола консенсуса.

### DeNS - система доменных имен
В экосистеме реализована децентрализованная система имен на базе Everscale под названием Evername, цель которой сделать использование блокчейна таким же привычным, как традиционный интернет, сохраняя при этом все преимущества блокчейна - свободу, безопасность и децентрализацию.
Благодаря EverName, стало возможным дать короткое, запоминающееся доменное имя своему кошельку, DApp и децентрализованному веб-сайту. Каждый адрес  представляет собой NFT, которым пользователи могут владеть, продавать или передавать другим.

### Ever SSI - Cуверенная идентичность
Everscale SSI - это платформа самосуверенной идентичности (SSI) для блокчейна Everscale.
Самосуверенная идентичность (SSI) и децентрализованная идентичность относятся к центрированному на пользователе подходу к цифровой идентификации, который предоставляет физическим и юридическим лицам полный контроль над своими данными.

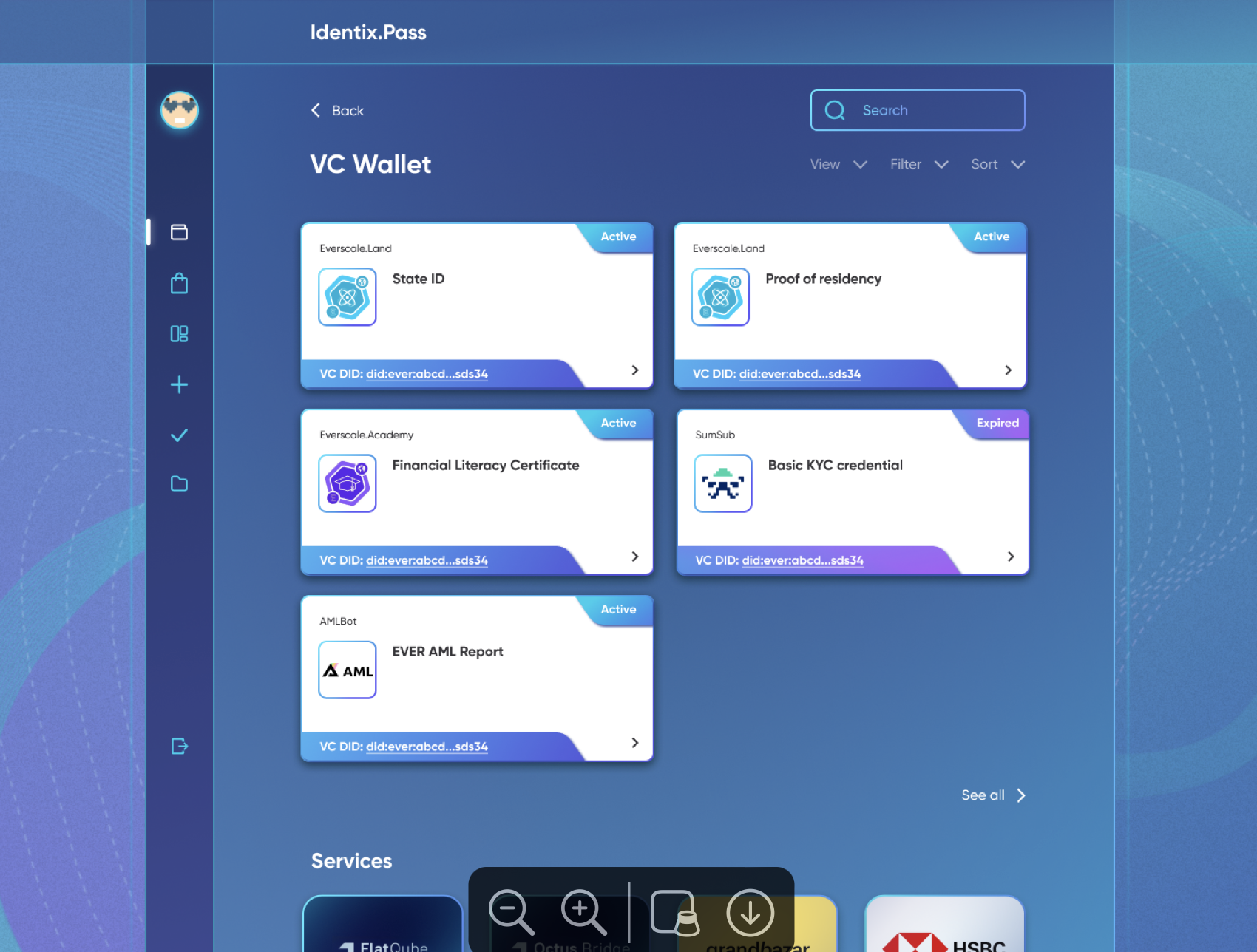
Реализация Everscale SSI в [https://identix.space identix.space

В блокчейне Everscale, как представление паспортов, удостоверений личности или логин/пароль, пользователи будут использовать приложение цифрового кошелька для безопасного хранения своих учетных данных и личной информации. Когда им нужно получить доступ к услуге, они будут использовать уникальный идентификатор, принадлежащий только им и называемый децентрализованным идентификатором (DID), чтобы подтвердить свою личность. Поставщик услуг будет проверять их DID и предоставлять доступ на основе предоставленной информации. Пользователи Everscale полностью контролируют свои учетные данные, что означает, что они решают, кто может получить доступ к их личной информации, в какой степени и когда.

### ДеБоты
ДеБот (англ. DeBot, от Decentralized Bot - децентрализированный бот) -  это смарт-контракт особого вида, который  может выполняться как в блокчейне, так и локально. При выполнении локально ДеБот обеспечивает работу пользовательских интерфейсов, таких как шифрование, подписи, кодирование с парсингом и формированием json интерфейса, работа с graphQL, чтение, поиск, отправка запросов, получение информации об аккаунтах, транзакциях, блоках.
ДеБоты не имеют доступа к ключам пользователя, что гарантирует безопасное взаимодействие. В отличие от Web3, ДеБотам не нужен дополнительный слой между пользователями и Everscale. Их можно использовать для самых разных вещей — игр, кошельков и т.д.
Задача деБота обеспечить по настоящему децентрализованное взаимодействие пользователя и блокчейна.

### Интерактивность
В связи с тем, что порядок обработки сообщений в блокчейне Everscale строго определён, имеется возможность вычисления состояния блокчейна, которое будет в тот или иной момент, не дожидаясь финализации операций.
На практике это означает, что пользователь увидит результат выполнения операции в течение 0,2 сек, хотя её финализация произойдёт позже.
Таким образом, Everscale является не только самым быстрым блокчейном по общему количеству транзакций, но и самым интерактивным, стирая грань между обычным приложением и приложением использующим блокчейн (DApp).

### Протокол SMFT и безопасность
Для достижения безопасности в Everscale реализован вариант модели консенсуса Proof-of-Stake под названием протокол Soft Majority Fault Tolerance (SMFT).
Чтобы предотвратить распространение ложных блоков, протокол SMFT требует, чтобы каждый блок, отправленный в сеть, был последовательно проверен:
- сначала коллатор потока, т.е. валидатор, предлагающий новый блок, отправляет его всем узлам рабочей цепи на проверку.
- затем некоторые узлы рабочей цепи, называемые Broadcast Protectors (BP), убеждаются, что блок был отправлен не менее чем 51% валидаторов, и отправляют эту информацию в Мастерчейн.
- затем валидаторы случайным образом выбирают некоторое количество верификаторов, которые должны проверить правильность блока и затем также отправить доказательство в Мастерчейн.

Все вредоносные узлы, пытающиеся нарушить сеть, могут быть финансово наказаны за свои действия на любом этапе: коллатор может лишиться своей доли за отправку недействительного блока, валидаторы могут лишиться своей доли за неотправку доказательства получения блока, а верификатор может потерять часть своей доли за неотправку верификационного сообщения.
Вероятность успешного проведения атаки требует, чтобы большинство узлов были злонамеренными — потому что невозможно вычислить, какой узел станет верификатором. Поэтому лучшая стратегия для всех верификаторов, которые хотят сохранить свою долю в неприкосновенности — оставаться честными. Таким образом, протокол SMFT делает Everscale сравнимой по уровню безопасности только с Биткоином.

### Комиссии
Комиссии в Everscale состоят из нескольких видов различных сборов:
- Фаза хранения: взимается плата за хранение — плата за хранение кода контракта и данных на блокчейне.
- Фаза кредитования: собирает плату за импорт сообщения в блокчейн. Существует множество типов такой оплаты, в зависимости от происхождения и маршрутизации сообщения, обычно называемых платой за импорт.
- Вычислительная фаза: собирает плату за газ, оплачивая выполнение смарт-контракта внутри виртуальной машины[20].
- Фаза действия: собирает некоторые платежи за составление исходящих сообщений и выполнение специальных манипуляций, в совокупности называемые комиссией за действие.
- Фаза отскока: если это происходит, собирает плату за пересылку специального сообщения, "отскока" первоначальному отправителю.

Комиссии не зависят от суммы перевода, они основаны на выполняемом смарт-контракте, но средняя комиссия на данный момент составляет ~0,1 EVER

### Инструменты разработки
В набор инструментов входят: API-интерфейсы компилятора Solidity и C++, SDK и библиотеки для популярных платформ и языков программирования, встроенные инструменты командной строки узла для тестирования DApp, несколько децентрализованных браузеров и кошельков.

### Ever SDK
Ever SDK (Everscale Software development kit) - это базовая клиентская библиотека, используемая для разработки распределённых приложений (DApps). Эта базовая клиентская библиотека написана на языке Rust и может подключаться динамически.
Ever SDK поддерживает динамическую загрузку классов, обеспечивающих работу с ресурсоёмкими компонентами и функциями, такими как TVM, исполнитель транзакций Ever, связь с ABI, функции передачи данных и шифрования для разработки распределённых приложений - DApps, мобильных DApps, web DApps, серверных DApps, корпоративных DApps и т.д. Библиотека поддерживает множество языков программирования и платформ.

### NFT SDK
Everscale решает одну из проблем NFT-токенов, связанную с отсутствием стандартизированных практик их использования. Функциональность NFT включает в себя условия владения, передачи управления, выпуск, сжигание и т.д. В рамках сообщества Everscale предлагается при помощи NFT SDK разработать стандартный, легко применяемый на практике инструментарий для работы с невзаимозаменяемыми токенами. В основе Everscale NFT SDK лежит идея создания набора библиотечных реализаций основных функциональностей, которые можно расширять, не вмешиваясь в основную реализацию.
Так, в практиках сжигания токенов, в практиках работы с закрытыми коллекциями (в которых только автор может что-то создавать) с открытыми коллекциями, когда любой пользователь может создать NFT в рамках коллекции, но с обязательной подписью автора — предлагается базовая клиентская библиотека, при помощи которой любой пользователь может получать то, что ему нужно.

### Invisible Bridge
Сервис, предназначенный для работы с виртуальной машиной TVM минуя сам блокчейн Everscale. При обращении к Invisible Bridge для внешних пользователей, у которых нет токенов EVER, срабатывает кредитный процессор. В результате пользователям нет необходимости самостоятельно заниматься обменом токенов для оплаты газа и деплоя. При завершении операций Invisible Bridge автоматически высчитывает потраченные на это средства в той валюте, которой владеет пользователь — в размере, эквивалентном затраченной сумме в EVER, предоставленной кредитным процессором.

## История проекта

### Запуск блокчейна
После объявлении о завершении работы над TON, команда Telegram выложила код проекта в открытый доступ под лицензией GPL. Это дало шанс реализовать идеи TON независимым проектам.
7 мая 2020 года группа профессиональных валидаторов и разработчиков, и двух главных команд EverX (которая разрабатывала операционную систему поверх TON), и Broxus (инфраструктурный разработчик DeFi протоколов и мостов) , а также  и ещё несколько крупных команд, запустила блокчейн-платформу Free TON. Запуск проекта вживую транслировался на YouTube. Токен блокчейна получил название TON Crystal. Позже членами глобального управления также стали: Warp Capital, IT Gold и ещё несколько команд.
Концепция развития блокчейна содержала идею меритократического распределения токенов проекта через конкурсы, которые инициировались самими пользователями и были направлены на усовершенствование сети и внедрение новых решений.

### Развитие блокчейна
На протяжении оставшейся части 2020 и первой половины 2021 года блокчейн был существенно переработан. Командами разработчиков было переписано более 3млн строк кода. Была выпущена белая книга Everscale, определившая дальнейшее развитие сети. Программное обеспечение ноды было полностью переработано и переписано на языке программирования Rust, что привело к существенному увеличению масштабируемости сети и значительному изменению технологической стороны блокчейна. В результате сеть стала представлять собой оригинальное решение разработчиков проекта. Как следствие, среди разработчиков и пользователей сети стала активно обсуждаться идея ребрендинга.
В январе 2023 года, Venom Ventures Fund, инновационный фонд Web3 и блокчейна, управляемый менеджером инвестиционного фонда Iceberg Capital из Абу-Даби, объявил о стратегическом партнерстве и инвестициях в Everscale, ведущим блокчейном, целью которого является решение проблем масштабируемости, мешающих индустрии Web3.
24 апреля, 2023 года в сети был запущен деривативный DEX Gravix для торговли на короткие или длинные позиции с плечом до 200х. Gravix позволяет пользователям стейкать USDT и зарабатывать комиссии на платформе. Его Insurance Fund предназначен для снижения волатильности стейков, обеспечивая при этом прибыль по всем положительным сделкам, заключенным на платформе. А stgUSDT предназначен для подтверждения участия в пуле. Gravix использует комбинацию собственного оракула и Chainlink, известной и надежной децентрализованной сети оракулов. Это позволяет торговать на Gravix широким спектром активов, включая активы из реального мира, такие как фиат, акции и товары, а также активы из других блокчейнов, такие как BTC, ETH, BNB и так далее.
Проект позиционирует себя как "азиатский блокчейн" и активно развивается в Индонезии и Корее.

### Ребрендинг
8 ноября 2021 года завершилось голосование по предложению о ребрендинге проекта Free TON в Everscale (бесконечно масштабируемый). Среди причин ребрендинга указывались необходимость подчеркнуть существенные отличия от TON, сформировавшиеся в результате развития сети. В результате ребрендинга основной сети, произошли также изменения в названии всех ведущих объектов экосистемы. Валюта сети изменила название с TON Crystal на Everscale, тикер токена сменил название на EVER. В Everscale стала работать грантовая система распределения средств.

## Экосистема
Экосистема Everscale представлена различными видами продуктов, построенных с использованием инструментов для разработчиков. В экосистему входят различные DEX, NFT маркетплейсы, DeFi сервисы, крипто кошельки для мобильных устройств и компьютеров.
В число разработчиков Everscale входят несколько команд разработчиков, включающих EverX, Broxus, SVOI.dev, Radiance, ITGold, Pruvendo, Hyperflex и т д.
В сети Everscale на сегодняшний момент открыто почти 1 223 260 аккаунтов и обработано более 69 миллионов транзакций. Сеть поддерживают более 190 валидаторов. В месяц открывается в среднем 40 000, новых аккаунтов.
Базовым слоем поверх протокола Everscale является операционная система Ever OS с широким набором инструментов для разработки на Everscale — SDK, облако, компиляторы, полезные биндинги.
| Тип      | Продукт      | Описание                                                                                               | Разработчик             | Ссылка                                 |
| -------- | ------------ | --- | ----------------------- | -------------------------------------- |
| DEX/DeFi | FlatQube     | Обменник на основе AMM                                                                                 | Broxus                  | https://flatqube.io/                   |
| DEX/DeFi | EverLend.app | Кредитный протокол, схожей с реализацией Compound                                                      | SVOI.dev                | https://everlend.app/                  |
| DEX/DeFi | FLEX         | Децентрализованная биржа с поддержкой книги ордеров                                                    | EverX                   | https://flexdex.fi/                    |
| DEX/DeFi | Octus Bridge | Мосты между сетью Everscale и сетями Binance Smart Chain, Fantom, Polygon                              | Broxus                  | https://octusbridge.io/                |
| DEX/DeFi | Gravix       | Деривативный DEX для торговли на короткие или длинные позиции с плечом до 200х.                        | Broxus                  | https://gravix.io/                     |
| DEX/DeFi | Wrapped EVER | Обёрнутая в TIP-3.1 токен основная валюта Everscale                                                    | Broxus                  | https://wrappedever.io/                |
| DeNS     | Evername     | Децентрализованная система доменных имен на Everscale                                                  | Blockchain Family       | https://evername.io                    |
| NFT      | Tokstock     | NFT маркетплейс с кросс-поддержкой токенов всех стандартов в Everscale.                                | Blockchain Family       | https://tokstock.io                    |
| NFT      | GrandBazar   | NFT маркетплейс, торговая площадка токенами стандарта TIP-4.                                           | ITGold                  | https://grandbazar.io/                 |
| NFT      | Broxie       | NFT коллекция Broxie Family                                                                            | Broxus                  | https://broxie.family                  |
| NFT      | ChessNFT     | NFT коллекция шахматных фигур в парнёрстве с FIDE                                                      | ChessNFT                | https://chessnft.com/                  |
| Кошелёк  | Ever Surf    | Веб и мобильный кошелёк с поддержкой DeBots                                                            | EverX                   | https://ever.surf/                     |
| Кошелёк  | EVER Wallet  | Мобильный кошелёк и расширение браузера для подключения DApp                                           | Broxus                  | https://l1.broxus.com/everscale/wallet |
| Кошелёк  | ScaleWallet  | Расширения браузера для подключения к DApp                                                             | SVOI.dev                | https://scalewallet.com/               |
| Кошелёк  | Everspace    | Кошелёк для Everscale                                                                                  | ITGold                  | https://everspace.app                  |
| Лаунчпад | EverStart    | лаунчпад-площадка для краудфандинговых проектов на блокчейнах Ethereum, Polygon, BNB Chain и Everscale | Everscale DeFi Alliance | https://app.everstart.io               |

Также, Everscale является организатором и спонсором масштабных конференций и хакатонов по изучению и развитию криптоиндустрии